# にゃんころ
『にゃんころ』は、ジー・モード (G-mode) が製作する携帯電話向けのゲームソフトのシリーズ名。また、シリーズを通じて登場するキャラクターの名でもあり、キャラクターとしてのにゃんころは、猫型の宇宙生物という設定。

## シリーズ
にゃんころ 不思議な友達
2003年4月、J-phone（現・ソフトバンクモバイル）で初の音声認識ゲームとして配信開始。当初は体験版として配信され、その後に有料サービスへ移行。ただ、ネットワーク上でのアイテム配信が当時としては「早すぎる」サービスだったせいか、この作品は現在、サービスが中止されている。
にゃんころソリティア
2003年10月、ボーダフォン（現・ソフトバンクモバイル）で配信開始。その後au、NTTドコモでも配信されている。
にゃんころ 不思議な生活
2004年2月、ボーダフォンで配信開始。その後au、NTTドコモでも配信されている。
にゃんころソリティア10コ入り
2004年5月、ボーダフォンで配信開始。その後au、NTTドコモでも配信されている。
にゃんころ 不思議なフィッシング
2006年10月、NTTドコモで配信開始。その後au、ソフトバンクモバイルでも配信されている。
にゃんころ 不思議な農村
2007年10月、配信開始。NTTドコモ、ソフトバンクモバイル、auで配信されている。
にゃんころ 不思議な宇宙生活
2009年6月、配信開始。NTTドコモ、で配信されている最新作。

## スタッフ
- オリジナルスタッフ
  - 長木一記（企画・プロデュース・キャラクターデザイン）
  - 大窪智典（企画・プログラム）
  - 宮崎伸周（キャラクターデザイン・グラフィックデザイン）
  - 堀川真記子（グラフィックデザイン）
  - 村尾登志子（世界観設定）
  - 新保茂行（サウンド）
- シリーズディレクター・ゲームデザイナー
  - 大窪智典（にゃんころ 不思議な友達）
  - 宮崎伸周（にゃんころ 不思議な生活）
  - 加藤和規（にゃんころソリティア10コ入り）
  - 古屋博昭（にゃんころ 不思議なフィッシング）
  - 倉林健治（にゃんころ 不思議な農村）
- シリーズプロデューサー
  - 長木一記